# Phryxe compta
Phryxe compta là một loài ruồi trong họ Tachinidae.